# استنلی جانسون (نویسنده)
استنلی پاتریک جانسون (متولد ۱۸ اوت ۱۹۴۰) نویسندهٔ انگلیسی و سیاستمدار سابق حزب محافظه کار است که از سال ۱۹۷۹ تا ۱۹۸۴ به عنوان عضو پارلمان اروپا (نماینده اروپا) برای وایت و همپشایر شرقی کار می‌کرد. کمیسیون اروپا، او کتاب‌هایی در مورد مسائل زیست‌محیطی و جمعیتی نوشته‌است. او شش فرزند دارد که بوریس جانسون نخست‌وزیر، نماینده محافظه‌کار و وزیر سابق جو جانسون، و روزنامه‌نگار راشل جانسون از آن جمله‌اند.

## پیشینه و اوایل زندگی
استنلی جانسون در سال ۱۹۴۰ در پنزانس، کورن وال انگلستان متولد شد. او پسر عثمان کمال (که بعداً به ویلفرد جانسون معروف شد) و ایرین ویلیامز (دختر استنلی فرد ویلیامز از بروملی، کنت، نوهٔ سر جورج ویلیامز و ماری لوئیز دو پفل) بوده‌است. پدربزرگ پدری وی، علی کمال، یکی از آخرین وزیران داخلی دولت عثمانی، در سال ۱۹۲۲ در جنگ استقلال ترکیه ترور شد. پدر استنلی در سال ۱۹۰۹ در بورنموث به دنیا آمد و تولد او به عنوان عثمان علی ویلفرد کمال ثبت شد.

## مجادله‌ها
در اوت ۲۰۱۸، جانسون اظهار داشته که ابراز نظر پسرش بوریس جانسون در مورد زنان مسلمان برقه‌پوش که به «صندوق‌های پست» (در معابر) و «راهزنان بانک» شبیهشان می‌کند به‌اندازهٔ کافی فرا نرفته و نظرهای انتقادی بر آن «خشمی ساختگی» است که توسط مخالفان سیاسی ایجاد شده‌است.